# Фронт перемен
Фронт перемен (укр. Фронт Змін) — украинская политическая партия, существовавшая в период 2007—2013 годов, ранее носившая названия «Народная трудовая партия» и «Демократический фронт» под председательством Виктора Вашкевича, с 2009 по 2013 год — с новым названием «Фронт перемен» под председательством Арсения Яценюка. В 2013 году «Фронт перемен» объединился с ВО «Батькивщина». В 2014 году под руководством лидера партии Арсения Яценюка была учреждена новая партия «Народный фронт».
Согласно источникам, связанным с партией, у неё имелось более 700 территориальных и местных организаций. При партии работал проект политического образования «Школа власти», призванный обучать кандидатов в члены партии европейским стандартам управления и политической деятельности.

## Идеология
Цель деятельности «Фронта перемен» с мая 2010 года была определена как «построение страны динамического, устойчивого развития, в которой будут воплощены европейские ценности свободы, равенства, справедливости, солидарности и толерантности, принципы демократии и общественного диалога, а также обеспечена возможность участия всех граждан Украины в выработке новой государственной политики».
Идеологию партии было принято определять как либерализм. При этом «Фронт перемен» фактически игнорировал вопросы национальной идентичности. Некоторые инициативы партии оценивались как левопопулистские.

## Создание партии
Партия была создана на учредительном собрании 3 марта 2007 года. Зарегистрирована Министерством юстиции Украины 26 июня 2007 года под названием «Народная трудовая партия» (укр. Народна трудова партія). Руководителем партии был Виктор Вашкевич.
18 октября 2008 года «Народная трудовая партия» приняла решение об изменении названия на «Демократический фронт» (укр. «Демократичний фронт»).
23 сентября 2009 года партия «Демократический фронт» приняла решение о переименовании в партию «Фронт перемен» (укр. «Фронт Змін»). Новым главой партии вместо Виктора Вашкевича был избран Андрей Иванчук.
28 ноября 2009 года вместо Андрея Иванчука лидером партии был избран Арсений Яценюк. В 2007 году Яценюк был избран в Верховную раду Украины по списку блока «Наша Украина — Народная самооборона», но членом какой-либо партии не был. В декабре 2008 года он основал общественную организацию «Фронт перемен» (когда партия «Фронт перемен» ещё носила название «Демократический фронт», а её руководителем был Виктор Вашкевич). При этом утверждалось, что общественная организация «Фронт перемен» стала гражданской платформой для создания политической партии «Фронт перемен».

## Участие в выборах

### Президентские выборы 2010 года
Избрав 28 ноября 2009 года своим лидером Арсения Яценюка, партия «Фронт перемен» поддержала его выдвижение в президенты. На президентских выборах Яценюк занял четвёртое место, получив 6,96 % голосов.
Некоторые аналитики высказывали мнение, что на результатах выборов сказалась неудачная избирательная кампания. На билбордах Яценюка, появившихся по всей Украине в конце июня 2009 года, он был изображён в милитаристском стиле, тогда как до этого у него был образ «молодого либерала». Виктор Балога свидетельствовал об активном участии в президентской кампании Яценюка супруги тогдашнего президента Украины Ющенко Кэтрин-Клэр.
21 февраля 2010 года новоизбранный президент Виктор Янукович предложил трёх кандидатов на пост премьер-министра Украины: Арсения Яценюка, Сергея Тигипко и Николая Азарова. Яценюк отклонил предложение после того, как украинский парламент 9 марта 2010 года принял поправку, которая позволила принять участие в формировании коалиции большинства отдельным депутатам, а не только парламентским фракциям. Вместо этого он призвал к досрочным парламентским выборам.

### Региональные выборы 2010 года
На выборах в местные советы 31 октября 2010 года партия «Фронт перемен» заняла третье место по Украине, получив поддержку почти 7 % избирателей. Утверждается, что особенностью «Фронта перемен» стала равная поддержка по всей территории Украины. Всего депутатами разных уровней от партии стали 2827 человек. 12 представителей партии стали городскими головами.

### Парламентские выборы 2012 года
За год до парламентских выборов 2012 года во «Фронт перемен» стали переходить заметные политики из других оппозиционных сил. Так, в сентябре в партию вступили Николай Мартыненко, Руслан Князевич, Роман Ткач, Роман Зварич и Леся Оробец.
В декабре 2011 года Яценюк подписал с Вячеславом Кириленко соглашение о совместной оппозиционной деятельности и объединении его партии «За Украину!» с «Фронтом перемен» после выборов. 22 января 2012 года Яценюк подписал «Соглашение о совместных действиях Объединённой оппозиции Украины» с заместителем главы партии «Батькивщина» Александром Турчиновым, главой партии «Свобода» Олегом Тягнибоком и лидерами других оппозиционных сил. Согласно соглашению, оппозиционные силы обязались сформировать единый список на мажоритарных округах, а после победы на выборах в 2012 году образовать парламентское большинство.
В феврале 2012 года стало известно о переговорах «Фронта перемен» с партией «Батькивщина» о создании общего списка кандидатов в народные депутаты. В начале марта журналист «Украинской правды» Сергей Лещенко сообщил, что, по информации издания, в случае достижения согласия единый список будет формироваться на базе «Батькивщины», а возглавит его Яценюк, тогда как начальником штаба будет Турчинов. В конце апреля об этом было объявлено официально.
В июне 2012 года Яценюк был избран председателем совета «Объединённой оппозиции». В июле Яценюк и другие члены «Фронта перемен» прекратили членство в партии, чтобы принять участие в парламентских выборах по списку «Батькивщины» как беспартийные. Исполняющей обязанности лидера «Фронта перемен» стала руководитель секретариата партии Светлана Войцеховская.
По итогам выборов «Объединённая оппозиция» получила 62 места в парламенте (25,55 % голосов) по пропорциональной системе и ещё 39, выиграв в 39 мажоритарных округах — в общей сложности, 101 место (22,67 %) из 450. Лидером фракции был избран Яценюк.

## Финансирование
В разное время финансирование партии приписывалось Дмитрию Фирташу, Виталию Гайдуку, Виктору Пинчуку, Ринату Ахметову. В 2011 году Яценюк заявлял, что деятельность партии финансируется 28 бизнесменами.

## Объединение с ВО «Батькивщина»
В апреле 2012 года после объявления о совместном с «Батькивщиной» участии в парламентских выборах Яценюк подчёркивал, что «„Фронт перемен“ существовал и будет существовать», но также заявлял, что объединение оппозиции может заложить основу для создания единой партии.
14 июня 2013 года партия «Фронт перемен» на своём съезде приняла решение о самоликвидации партии с целью создания объединённой политической силы с ВО «Батькивщина». Согласно решению съезда, депутаты местных советов всех уровней от «Фронта перемен» вступают в «Батькивщину», одновременно прекратив существование фракций «Фронта перемен».
Внутри партии по вопросу объединения с «Батькивщиной» произошёл раскол. Уже на партийном съезде 14 июня делегаты партийных организаций Днепропетровской, Винницкой, Киевской и Житомирской областей высказали сомнения в правильности объединения. 3 октября одновременно к Яценюку обратились с открытыми письмами против происходящего слияния партий бывший руководитель Днепропетровской областной организации «Фронта перемен» Андрей Павелко и группа депутатов советов всех уровней Днепропетровской и Запорожской областей от «Фронта перемен». Павелко поддержал бывший руководитель Киевской областной организации «Фронта перемен» Владимир Полочанинов. Противники объединения проявляют недовольство недостатком демократии и гласности в работе «Батькивщины» и предлагают Яценюку «восстановить эффективную работу качественно новой политической силы „Фронт перемен“, с её ценностями и идейной платформой, в составе единой сильной оппозиционной команды вместе с равноправным партнёром партией „Батькивщина“ и во главе с лидером Арсением Петровичем Яценюком».